# 하추자도
하추자도(下楸子島)는 제주특별자치도 제주시 추자면에 있는 추자도에서 첫번째로 가장 큰 섬이다.

## 지리
면적은 4.2km2로 상추자도의 3.2배에 이르지만, 인구는 추자면 전체 인구(2016년 말 1,906 명)의 약 3분의 1로 상추자도의 절반 정도이다.
섬의 북서쪽에 있는 상추자도와 총길이 212m의 추자대교로 연결되어 있다.